# Pierre Weill (agronome)
Pour les articles homonymes, voir Weill et Pierre Weill.
Pierre Weill, né le 31 janvier 1954 à Bron (Rhône), est un ingénieur agronome, chercheur et chef d'entreprise français, auteur d'ouvrages sur l'alimentation et contre l'obésité, fondateur de l’Association Bleu, Blanc, Cœur.

## Biographie
Pierre Weill a participé avec l'INRA et le CERN à diverses études cliniques relatives aux effets de l'alimentation sur la santé humaine. Il a cosigné des articles dans plusieurs revues scientifiques à comité de lecture avec des chercheurs de l'INRA, du CNRS et du CERN.